# Guillermo Saavedra
Guillermo Zacarías Saavedra Tapia (Rancagua, 5 de noviembre de 1903-Casablanca, 12 de mayo de 1957) fue un futbolista y entrenador chileno apodado Monumento, que jugaba de mediocampista central.
Desarrollo la mayor parte de su carrera futbolística en Colo-Colo, donde fue capitán e integrante del plantel que realizó la gira internacional de 1927.
Participó como seleccionado nacional en el Campeonato Sudamericano 1926, los Juegos Olímpicos de Ámsterdam 1928 y la Copa Mundial de Fútbol de 1930, donde fue elegido por la prensa como el mejor jugador del torneo en su puesto.

## Trayectoria
Comenzó a jugar fútbol en el "Liceo de Rancagua", para luego trasladarse a Concepción donde jugó en el Lord Cochrane F.C durante cinco meses.
Después volvió a Rancagua y se integró a las filas del La Cruz de aquella ciudad, en este club se encontraba cuando el dirigente rancagüino Óscar Martínez lo recomendó al presidente de la Federación de Football de Chile Carlos Cariola, para que llegara a la concentración de la selección chilena, con miras al Campeonato Sudamericano 1926.
Luego del Sudamericano arribó a Colo-Colo, con el cual participó de la gira internacional de 1927, donde el club albo disputó partidos con clubes de América y también con equipos en Europa. Después del deceso de David Arellano en Valladolid, fue nombrado capitán del equipo albo, cumpliendo esta función durante dos periodos. Además durante las temporadas 1928-1929 y 1931-1932 se desempeñó como jugador-entrenador. En 1934, en un encuentro contra Green Cross, un rival de forma casual le fracturó una pierna, lo que terminó con su carrera futbolística.
Después de su retiro, estuvo dos veces a cargo de Colo-Colo como entrenador, durante los años 1936 y 1940. Desde 1941 a 1948 estuvo a cargo de Fosfatos Melón de La Calera, en donde también tenía un local de implementos deportivos. Luego entrenó a Victoria, Minas Navío, Deportes La Calera y Arco Iris de Catemu.

## Selección nacional
Fue internacional con la selección chilena entre los años 1921 y 1930, teniendo participación en una edición de la Copa Mundial de Fútbol, en una edición del Torneo Olímpico de Fútbol y en una edición del Campeonato Sudamericano. Jugó once partidos oficiales y convirtió dos goles.
Fue convocado por primera vez por el entrenador Juan Carlos Bertone para integrar el seleccionado que disputaría algunos amistosos ante Argentina, en su debut el equipo cayó derrotado, sin embargo él logró anotar el único gol de Chile.
Luego llegó desde Rancagua a la selección para el Campeonato Sudamericano 1926 en el que Chile sería el anfitrión, después de las prácticas Saavedra fue incluido dentro de la oncena titular. Fue titular en el primer triunfo oficial de Chile ante Bolivia por 7:1 en dicho torneo, sobresalió como una de las figuras preponderantes de Chile y anotó el tanto que significó la ventaja parcial en el empate 1-1 contra Argentina.
Fue seleccionado para asistir al Torneo Olímpico de Fútbol 1928, actuó como capitán y fue titular en el encuentro frente a Portugal por la primera ronda de los Juegos Olímpicos, que significó la eliminación del torneo para Chile al caer derrotado por 2:4. Ya eliminado, Chile disputó un torneo de consuelo frente a México y Países Bajos, en el que Chile saldría victorioso. Guillermo jugó ante los mexicanos y en el siguiente partido no actuó por una lesión.
Luego fue nominado para viajar al Mundial, el entrenador lo incluyó como titular en el primer partido de la selección chilena en un mundial, jugando en el mediocampo junto a Arturo Torres y Humberto Elgueta. Actuó como titular en los siguientes partidos y fue destacado por la prensa como el mejor jugador del torneo en su puesto. Además se ganó el apodo de Monumento debido a su descollante actuación en dicho mundial.

### Participaciones en Copas del Mundo
| Torneo               | Sede    | Resultado    | Partidos |
| -------------------- | ------- | ------------ | -------- |
| Copa Mundial de 1930 | Uruguay | Primera fase | 3        |
| Total                | Total   | Total        | 3        |

### Participaciones en Juegos Olímpicos
| Torneo                  | Sede         | Resultado        | Partidos |
| ----------------------- | ------------ | ---------------- | -------- |
| Juegos Olímpicos 1928   | Ámsterdam    | Ronda preliminar | 1        |
| Torneo de Consuelo 1928 | Países Bajos | Campeón          | 1        |
| Total                   | Total        | Total            | 2        |

### Participaciones en el Campeonato Sudamericano
| Torneo                       | Sede  | Resultado     | Partidos | Goles |
| ---------------------------- | ----- | ------------- | -------- | ----- |
| Campeonato Sudamericano 1926 | Chile | Tercer puesto | 4        | 1     |
| Total                        | Total | Total         | 4        | 1     |

### Partidos internacionales
| 1     | 25 de septiembre de 1921 | Valparaíso Sporting Club, Viña del Mar, Chile | Chile      | 1-4 | Argentina |   | Amistoso                         |
| 2     | 2 de octubre de 1921     | Campos de Sports, Santiago, Chile             | Chile      | 1-1 | Argentina |   | Amistoso                         |
| 3     | 12 de octubre de 1926    | Campos de Sports, Santiago, Chile             | Chile      | 7-1 | Bolivia   |   | Campeonato Sudamericano 1926     |
| 4     | 17 de octubre de 1926    | Campos de Sports, Santiago, Chile             | Chile      | 1-3 | Uruguay   |   | Campeonato Sudamericano 1926     |
| 5     | 31 de octubre de 1926    | Campos de Sports, Santiago, Chile             | Chile      | 1-1 | Argentina |   | Campeonato Sudamericano 1926     |
| 6     | 3 de noviembre de 1926   | Campos de Sports, Santiago, Chile             | Chile      | 5-1 | Paraguay  |   | Campeonato Sudamericano 1926     |
| 7     | 27 de mayo de 1928       | Estadio Olímpico, Ámsterdam, Países Bajos     | Portugal   | 4-2 | Chile     |   | Juegos Olímpicos 1928            |
| 8     | 5 de junio de 1928       | Monnikenhuize, Arnhem, Países Bajos           | Chile      | 3-1 | México    |   | Torneo de Consuelo Olímpico 1928 |
| 9     | 16 de julio de 1930      | Gran Parque Central, Montevideo, Uruguay      | Chile      | 3-0 | México    |   | Copa Mundial 1930                |
| 10    | 19 de julio de 1930      | Estadio Centenario, Montevideo, Uruguay       | Chile      | 1-0 | Francia   |   | Copa Mundial 1930                |
| 11    | 22 de julio de 1930      | Estadio Centenario, Montevideo, Uruguay       | Argentina  | 3-1 | Chile     |   | Copa Mundial 1930                |
| Total |                          |                                               | Presencias | 11  | Goles     | 2 |                                  |

## Clubes

### Como jugador
| Club               | País  | Año         |
| ------------------ | ----- | ----------- |
| Liceo de Rancagua  | Chile | 1918 - 1920 |
| Lord Cochrane F.C. | Chile | 1921        |
| La Cruz (Rancagua) | Chile | 1921 - 1926 |
| Colo-Colo          | Chile | 1927 - 1934 |

### Como entrenador
| Club               | País  | Año         |
| ------------------ | ----- | ----------- |
| Colo-Colo          | Chile | 1928 - 1929 |
| Colo-Colo          | Chile | 1931 - 1932 |
| Colo-Colo          | Chile | 1936        |
| Colo-Colo          | Chile | 1940        |
| Deportes La Calera | Chile | 1954        |

## Palmarés

### Torneos locales
| Título                                             | Club      | País  | Año  |
| -------------------------------------------------- | --------- | ----- | ---- |
| Serie F de la Liga Central de Football de Santiago | Colo-Colo | Chile | 1928 |
| Liga Central de Football de Santiago               | Colo-Colo | Chile | 1929 |
| División de Honor                                  | Colo-Colo | Chile | 1930 |

### Torneos nacionales
| Título                 | Club      | País  | Año  |
| ---------------------- | --------- | ----- | ---- |
| Campeonato de Apertura | Colo-Colo | Chile | 1933 |

### Torneos locales
| Título                                             | Club      | País  | Año  |
| -------------------------------------------------- | --------- | ----- | ---- |
| Serie F de la Liga Central de Football de Santiago | Colo-Colo | Chile | 1928 |
| Liga Central de Football de Santiago               | Colo-Colo | Chile | 1929 |

### Torneos nacionales
| Título                        | Club      | País  | Año  |
| ----------------------------- | --------- | ----- | ---- |
| Campeonato Nacional de Clubes | Colo-Colo | Chile | 1936 |
| Campeonato de Apertura        | Colo-Colo | Chile | 1940 |

### Capitán de Colo-Colo
| Predecesor: José Rosetti | Capitán de Colo-Colo 1927 - 1930 | Sucesor: Guillermo Subiabre |

| Predecesor: Guillermo Subiabre | Capitán de Colo-Colo 1932 - 1934 | Sucesor: Arturo Torres |

## Fallecimiento
El 12 de mayo de 1957 falleció de un ataque cardíaco en el Hospital de Casablanca. Fue a dirigir un encuentro del Arco Iris de Catemu frente a Defensor de Casablanca y luego de retirarse de la cancha en su automóvil, sufrió un ataque luego de agacharse a arreglar una falla en los frenos.
Sus restos mortales descansan, desde el 9 de diciembre de 1958, en el Mausoleo de los Viejos Cracks de Colo-Colo, en el Cementerio General de Santiago.